# Light It Up (single)
Light It Up (Remix) is een nummer van de Amerikaanse elektronische muziekgroep Major Lazer en Jamaicaanse zangeres Nyla van Major Lazer's derde studioalbum Peace Is the Mission. Ook is er een remix-versie van de single met vocalen van Fuse ODG. Deze versie kwam uit op 5 november 2015.

## Achtergrondinformatie
Het nummer werd vooral een succes in Europa en Oceanië. Met "Light It Up (Remix)" werd het de eerste single van Nyla en Fuse ODG in de internationale hitlijsten. Op 12 maart 2016 verscheen er een remix van het nummer, gezongen door de Italiaanse zangeres Baby K.

## Hitnoteringen

### Nederlandse Top 40
| Positie: | 14 | 7  | 3  | 3  | 3  | 4  | 2  | 2  | 2  | 2  | 2  | 2  | 4  |    |    |    |    |     |
| Week:    | 14 | 15 | 16 | 17 | 18 | 19 | 20 | 21 | 22 | 23 | 24 | 25 | 26 | 27 | 28 | 29 | 30 | 31  |
| Positie: | 4  | 4  | 5  | 5  | 7  | 8  | 8  | 11 | 13 | 16 | 21 | 25 | 27 | 33 | 38 | 39 | 40 | Uit |

### NederlandseSingle Top 100
| Positie: | 2  | 2  | 2  | 2  | 2  | 2  | 3  | 3  | 1  | 1  | 1  | 1  | 1  | 3  | 7  |    |    |    |    |    |    |     |     |
| Week:    | 16 | 17 | 18 | 19 | 20 | 21 | 22 | 23 | 24 | 25 | 26 | 27 | 28 | 29 | 30 |    |    |    |    |    |    |     |     |
| Positie: | 4  | 5  | 5  | 5  | 5  | 7  | 6  | 8  | 10 | 17 | 14 | 16 | 20 | 21 | 25 |    |    |    |    |    |    |     |     |
| Week:    | 31 | 32 | 33 | 34 | 35 | 36 | 37 | 38 | 39 | 40 | 41 | 42 | 43 | 44 | 45 | 46 | 47 | 48 | 49 | 50 | 51 | 52  |     |
| Positie: | 25 | 35 | 41 | 41 | 42 | 48 | 56 | 61 | 63 | 68 | 70 | 77 | 81 | 80 | 80 | 83 | 88 | 86 | 89 | 91 | 94 | 100 | uit |

### NederlandseMega Top 50
| Hitnotering: 19-12-2015 t/m 23-07-2016 | Hitnotering: 19-12-2015 t/m 23-07-2016 | Hitnotering: 19-12-2015 t/m 23-07-2016 | Hitnotering: 19-12-2015 t/m 23-07-2016 | Hitnotering: 19-12-2015 t/m 23-07-2016 | Hitnotering: 19-12-2015 t/m 23-07-2016 | Hitnotering: 19-12-2015 t/m 23-07-2016 | Hitnotering: 19-12-2015 t/m 23-07-2016 | Hitnotering: 19-12-2015 t/m 23-07-2016 | Hitnotering: 19-12-2015 t/m 23-07-2016 | Hitnotering: 19-12-2015 t/m 23-07-2016 | Hitnotering: 19-12-2015 t/m 23-07-2016 | Hitnotering: 19-12-2015 t/m 23-07-2016 | Hitnotering: 19-12-2015 t/m 23-07-2016 | Hitnotering: 19-12-2015 t/m 23-07-2016 | Hitnotering: 19-12-2015 t/m 23-07-2016 | Hitnotering: 19-12-2015 t/m 23-07-2016 | Hitnotering: 19-12-2015 t/m 23-07-2016 |
| Week:                                  | 1                                      | 2                                      | 3                                      | 4                                      | 5                                      | 6                                      | 7                                      | 8                                      | 9                                      | 10                                     | 11                                     | 12                                     | 13                                     | 14                                     | 15                                     | 16                                     | 17                                     |
| -------------------------------------- | -------------------------------------- | -------------------------------------- | -------------------------------------- | -------------------------------------- | -------------------------------------- | -------------------------------------- | -------------------------------------- | -------------------------------------- | -------------------------------------- | -------------------------------------- | -------------------------------------- | -------------------------------------- | -------------------------------------- | -------------------------------------- | -------------------------------------- | -------------------------------------- | -------------------------------------- |
| Positie:                               | 17                                     | 8                                      | 5                                      | 5                                      | 3                                      | 2                                      | 1                                      | 1                                      | 4                                      | 3                                      | 4                                      | 4                                      | 4                                      | 3                                      | 6                                      | 7                                      | 8                                      |
| Week:                                  | 18                                     | 19                                     | 20                                     | 21                                     | 22                                     | 23                                     | 24                                     | 25                                     | 26                                     | 27                                     | 28                                     | 29                                     | 30                                     | 31                                     | 32                                     | 33                                     |                                        |
| Positie:                               | 7                                      | 14                                     | 10                                     | 11                                     | 14                                     | 22                                     | 30                                     | 43                                     | 43                                     | 43                                     | 43                                     | 43                                     | 44                                     | 47                                     | 47                                     | uit                                    |                                        |

## Releasedata
| Land                | Releasedatum    | Formaat        | Label      | Opmerkingen  |
| ------------------- | --------------- | -------------- | ---------- | ------------ |
| Duitsland           | 5 november 2015 | Muziekdownload | Mad Decent | Remix-versie |
| Verenigd Koninkrijk | 6 november 2015 | Muziekdownload | Mad Decent | Remix-versie |
| Verenigde Staten    | 6 november 2015 | Muziekdownload | Mad Decent | Remix-versie |